# Filmografia de Ringo Starr

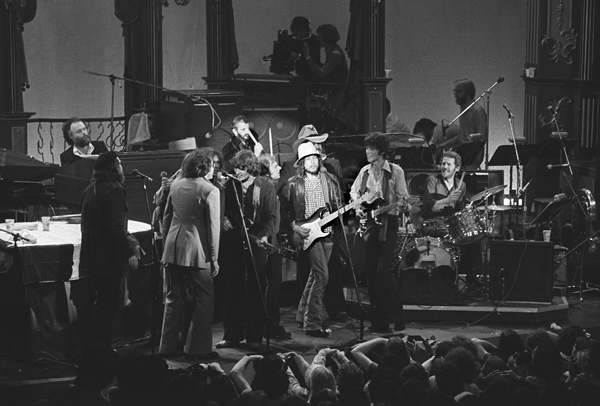
Uma cena do concerto de The Band presente no documentário The Last Waltz. Starr pode ser visto tocando bateria ao fundo

A filmografia de Ringo Starr, um músico e ator britânico, consiste da participação em mais de quarenta produções, seja como ator, dublador ou participação especial. Além dos filmes dos Beatles, A Hard Day's Night (1964), Help! (1965), Magical Mystery Tour (1967), Yellow Submarine (1968) e Let It Be (1970), Starr também atuou em filmes como Candy (1968), The Magic Christian (1969), Blindman (1971), Son of Dracula (1974) e Caveman (1981). Starr dirigiu e apareceu em Born to Boogie (1972), um filme sobre Marc Bolan e T. Rex. Para o documentário de 1979 sobre The Who, The Kids Are Alright, Starr apareceu em segmentos de entrevistas com o colega baterista Keith Moon. Ele estrelou como Larry, o Anão, em 200 Motels, de Frank Zappa (1971). Sua voz também aparece no filme de animação The Point!, de Harry Nilsson (1971).
Em 1972, Starr fez uma breve aparição no final de um episódio de Monty Python's Flying Circus, intitulado "Mr. e Mrs. Brian Norris 'Ford Popular". Ele co-estrelou em That'll Be the Day (1973) como um Teddy Boy, e apareceu em The Last Waltz, o filme de Martin Scorsese sobre o concerto de despedida de The Band em 1976. Starr interpretou 'O Papa' em Lisztomania de Ken Russell (1975) e uma versão ficcional de si mesmo em Give My Regards to Broad Street, de Paul McCartney, em 1984. Ele também apareceu como ele mesmo e o alter-ego oprimido Ognir Rrats, em Ringo (1978), um filme de comédia estadunidense baseado vagamente em The Prince and the Pauper.
Starr foi o primeiro narrador do programa infantil Thomas & Friends de 1984 a 1986 para a transmissão britânica e de 1984 a 1990 nos Estados Unidos. Por uma única temporada em 1989, Starr também interpretou o personagem Mr. Conductor no spin-off dessa série, Shining Time Station. Este papel lhe rendeu uma indicação ao Emmy do Daytime como Melhor Ator em Série Infantil.

## Filmografia
| - The Beatles Come to Town (1963) (curta) – com os Beatles - A Hard Day's Night (1964) – com os Beatles (indicado ao BAFTA de Melhor Estreia Britânica) - Help! (1965) – com os Beatles - Reflections on Love (1966) (curta) - Magical Mystery Tour (1967) – com os Beatles - The Beatles Mod Odyssey (1968) (curta) – com os Beatles - Yellow Submarine (1968) – com os Beatles (indicado ao Grammy Award para melhor trilha orquestrada de mídia visual) - Candy (1968) - The Magic Christian (1969) - Let It Be (1970) (documentário) – com os Beatles (vencedor do Oscar de melhor trilha sonora e do Grammy de melhor trilha orquestrada de mídia visual) - Music! (1971) (documentário) - 200 Motels (1971) - Blindman (1971) - The Point! (1971) (narrador) - Did Somebody Drop His Mouse? (1972) (curta) - The Concert for Bangladesh (1972) (documentário) - Born to Boogie (1972) (documentário) (também foi diretor) - That'll Be the Day (1973) - Ziggy Stardust and the Spiders from Mars (1973) (documentário) - Son of Dracula (1974) - Lisztomania (1975) - The Day the Music Died (1977) (documentário) - The Beatles and Beyond (1977) (documentário) - Sextette (1978) | - Ringo (1978) (telefilme) - The Last Waltz (1978) (documentário) - The Kids Are Alright (1979) (documentário) - Caveman (1981) - The Cooler (1982) (curta) - Princess Daisy (1983) (telefilme) com Barbara Bach (Robin e Vanessa Valerian) - Give My Regards to Broad Street (1984) - Thomas & Friends (1984–1986) (narrador: temporadas 1–2) - Water (1985) (cameo) - Alice no País das Maravilhas (1985) - Sun City/The Making of Sun City (1986) (documentário) - Queen: The Magic Years (1987) (documentário) - Walking After Midnight (1988) (documentário; Starr é o narrador) - The Return of Bruno (1988) - Shining Time Station (1989–1990) (Mr. Conductor/Narrador) (indicado ao Emmy do Daytime de Melhor Ator em Série Infantil) - Os Simpsons (1991) (episódio: "Brush with Greatness") - The Beatles Anthology (1995) (documentário) – com os Beatles - Concert for George (2003) (documentário) - Oh My God (2009) (documentário) - George Harrison: Living in the Material World (2011) (documentário) - The Powerpuff Girls (2014) Fibonacci Sequins (voz) - Popstar: Never Stop Never Stopping (2016) (ele mesmo) |